# Membranipora pachytheca
Membranipora pachytheca är en mossdjursart som beskrevs av Osburn 1950. Membranipora pachytheca ingår i släktet Membranipora och familjen Membraniporidae. Inga underarter finns listade i Catalogue of Life.